# Andreas Wagner (Schriftsteller)
Andreas Wagner (* 8. April 1974 in Mainz) ist ein deutscher Autor und Winzer aus dem rheinhessischen Essenheim in Rheinland-Pfalz.

## Leben und Werk
Wagner  studierte Geschichte, Politikwissenschaft und Bohemistik an der Universität Leipzig und der Karlsuniversität in Prag. Wieder in Leipzig promovierte er 2003 mit einer Dissertation über die Anfänge des Dritten Reichs. Anschließend kehrte Wagner in das elterliche Weingut nach Essenheim bei Mainz zurück. Im Jahr 2004 holte man ihn als Lehrbeauftragten an die Johannes Gutenberg-Universität Mainz.
In seiner rheinhessischen Heimat entstehen seine Weinkrimis, die im Leinpfad Verlag, im Piper Verlag und im Emons Verlag erscheinen. Wagners Bücher sind in das Genre Regionalkrimis (s. a. Kriminalroman) einzuordnen. Das rheinhessische Hügelland, der Menschenschlag dort und vor allem der Wein gaben ihm die Ideen für sein Debüt Herbstblut (2007), dem 18 weitere Romane folgten.
Wagner ist verheiratet und hat vier Kinder. Zusammen mit seinen beiden Brüdern leitet er das elterliche Weingut.

## Werke

### Belletristik
- Auslese feinherb, 2010
- Landeier, 2013
- Galgenbusch, 2015
- Die Präparatorin. Emons Verlag, Köln 2020, ISBN 978-3-7408-0829-7.
- Herrgottsacker. Emons Verlag, Köln 2021, ISBN 978-3-7408-1341-3.
- Der Rhein trägt Trauer. Emons Verlag, Köln 2023, ISBN 978-3-7408-1930-9.

Kendzierski-Reihe
- Herbstblut. Ein Weinkrimi. Neuaufl. Piper, München 2009, ISBN 978-3-492-25438-0.
- Abgefüllt. Ein Weinkrimi. Leinpfad Verlag, Ingelheim 2008, ISBN 978-3-937782-73-7.
- Gebrannt. Ein Weinkrimi aus Rheinhessen. Leinpfad Verlag, Ingelheim 2009, ISBN 978-3-937782-85-0.
- Letzter Abstich. Ein Weinkrimi. Leinpfad Verlag, Ingelheim 2010, ISBN 978-3-942291-08-8.
- Hochzeitswein. Ein Krimi. Leinpfad Verlag, Ingelheim 2011, ISBN 978-3-942291-21-7.
- Schlachtfest. Leinpfad Verlag, Ingelheim 2012, ISBN 978-3-942291-47-7.
- Vatertag. Leinpfad Verlag, Ingelheim 2014, ISBN 978-3-942291-83-5.
- Stauhitze. Leinpfad Verlag, Ingelheim 2016, ISBN 978-3-945782-12-5.

Hattemer-Reihe
- Winzersterben, 2015
- Winzerrache, 2017
- Winzerwahn, 2018
- Winzerschuld, 2020

### Sachbücher
- Mutschmann gegen von Killinger. Konfliktlinien zwischen Gauleiter und SA-Führer während des Aufstiegs der NSDAP und der „Machtergreifung“ in Sachsen. Sax-Verlag, Beucha 2001, ISBN 3-934544-09-6.
- „Machtergreifung“ in Sachsen. NSDAP und staatliche Verwaltung 1930–1935. Böhlau, Köln 2004, ISBN 3-412-14404-5 (zugl. Dissertation, Leipzig 2003).
- mit Mike Schmeitzner (Hrsg.): Von Macht und Ohnmacht. Sächsische Ministerpräsidenten im Zeitalter der Extreme 1919–1952. Sax-Verlag, Beucha 2006, ISBN 3-934544-75-4.
- Zwischen Reben und Rüben – Eine Geschichte von Trauben, Wein und fünf Generationen. Wallstein Verlag, Göttingen 2025, ISBN 978-3-8353-5822-5.